# 埃爾克哈特 (愛荷華州)
埃爾克哈特（英語：Elkhart）是一個位於美國愛荷華州波爾克縣的城市。

## 地理
埃爾克哈特的座標為41°47′34″N 93°31′30″W / 41.79278°N 93.52500°W，而該地的平均海拔高度為298米（即978英尺）。

## 人口
根據2010年美國人口普查的數據，埃爾克哈特的面積為4.09平方千米，當中陸地面積為4.09平方千米，而水域面積為0.00平方千米。當地共有人口683人，而人口密度為每平方千米166人。